# Fidel Pagés
 Der er for få eller ingen kildehenvisninger i denne artikel, hvilket er et problem. Du kan hjælpe ved at angive troværdige kilder til de påstande, som fremføres i artiklen.

Fidel Pagés Miravé (født 26. januar 1886 i Huesca, død 21. september 1923 i Madrid) var en spansk militærkirurg; kendt for at udvikle teknikken bag epiduralblokaden.